# アクセル・ウルリッヒ
アクセル・ウルリッヒ（Axel Ullrich、1943年10月19日 - ）は、ドイツのマックス・プランク生化学研究所に所属する腫瘍学者。前職はジェネンテックの上席研究員。シレジアのラウバン（Lubań、現ポーランド領）生まれ。
乳癌に対するモノクローナル抗体治療薬であるトラスツズマブ（商品名ハーセプチン）の共同開発者である。また、SUGEN（のちにファイザーが買収）やU3 Pharma（のちに第一三共が買収）を含むいくつかのベンチャーを設立している。

## 受賞歴
- 2001年 - ロベルト・コッホ賞
- 2003年 - キング・ファイサル国際賞医学部門
- 2005年 - オットー・ワールブルク・メダル
- 2006年 - ウォーレン・アルパート財団賞
- 2007年 - プリンス・マヒドール賞
- 2009年 - 国際ポール・ヤンセン生物医学研究賞
- 2010年 - ウルフ賞医学部門
- 2019年 - ラスカー・ドゥベーキー臨床医学研究賞